# هرج‌ومرج دوباره
هرج و مرج دوباره (به هندی: Golmaal Again) فیلمی محصول سال ۲۰۱۷ و به کارگردانی روهیت شتی است. در این فیلم بازیگرانی همچون اجی دیوگن، پرینیتی چوپرا، تابو، آرشاد وارسی، توشار کاپور، شریاس تالپاده، کونال خمو، جانی لور، پراکاش راج، سانجی میشرا، نیل نیتین موکش، وراجش هیجری، نانا پاتیکار ایفای نقش کرده‌اند.